# 白井種重
白井 種重（しらい たねしげ）は、江戸時代前期の秋月氏の家臣で、高鍋藩家老。
内田実久の六男で白井氏の養子となった家老の白井種盛の嫡男として誕生。政敵を殺害し藩政を牛耳った父と同様、種重もまた専横の限りを尽くした。後には、藩主に許可を得ず秋月姓を勝手に名乗った。

## 生涯
この頃の高鍋藩は、豊臣秀吉の九州征伐以後に禄を減らされたにも拘らず高禄の者が家中に多くあり、また度重なる兵役による出費がかさみ財政難にあった。そのため元和2年（1616年）に借り上げと称して、藩士の知行の半減を断行するに至ったが、それでも足らず、藩主種春の妻の父である佐久間勝之の助言により更に1/3の借り上げを勧告した。寛永3年（1626年）種重は藩主の名代として江戸より下向、同じ家老で叔父の秋月種正にこの旨を伝えた。ところが、借り上げは平等には行われず、種重一派の借り上げは他の藩士より軽かった。
これに憤激した種正側は種重を討ち果たすべしとし、坂田大学が中心となって血判状を取り、種重の邸へ高台より鉄砲を撃ち込む計画を立てたが、同志の秋月兵部が種重へ密告したため、種重はそれを阻止するに至った。しかし以降、家中は猜疑心に見舞われて同士討ちが発生、種重はこの原因であるとして坂田大学を成敗した。それ以来、家中では種重の権勢を恐れるあまり、種重の従兄で家老の内田頼母や秋月種正親子など出奔が相次いだ。坂田大学の一門 530人余も逃亡したが、このうち種重の放った討ち手に殺害されたものも多いという。これら一連の騒動を上方下方騒動という。
寛永14年（1637年）、島原の乱が発生すると種重は大将として出陣しているが、この際に、実弟の源太夫と一番乗りを争って不和となった。寛永20年（1643年）5月（10月とも）、種重はその源太夫をも不義の行いありとして成敗している。
寛文3年（1663年）に病死した。跡目は嫡子の権之助が継ぎ、家老にも任じられたが、白井一派を減殺する機会を窺っていた3代藩主種信により権之助は家老職を罷免され追放（了解を得て退去したとも）、白井一族の男はこのとき既に死去しているか浪人しており、女系を除いて藩内より一掃された。